# Rärin
Rärin is een plaats in de Duitse gemeente Herscheid, deelstaat Noordrijn-Westfalen, en telt 100 inwoners (2008).